# Caribbean Centre for Renewable Energy and Energy Efficiency
Het Caribbean Center for Renewable Energy and Energy Efficiency (CCREEE) is een  instelling van de Caricom. Het is gevestigd in Bridgetown in Barbados. Het doel van het centrum is toegang te krijgen tot betaalbare en betrouwbare duurzame energie.
In Suriname is het CCREEE samen met de Energie Autoriteit Suriname (EAS) en de Suriname Energy Chamber (SEC) sinds de start in 2021 betrokken bij de organisatie van de jaarlijkse Suriname Energy, Oil & Gas Summit in Paramaribo.

## Oprichtingsproces
Het memorandum van overeenstemming werd op 17 maart 2014 getekend door de Small Island Developing States (SIDS), de Organisatie van de Verenigde Naties voor Industriële Ontwikkeling (UNIDO) en de regering van Oostenrijk. In juli 2014 werd in Roseau op Dominica het technische en institutionele ontwerp goedgekeurd. De oprichting werd in juli 2015 door de Caricom bekrachtigd in Bridgetown. Tijdens de conferentie van regeringshoofden van de Caricom van 6 juli 2017 werd het verdrag aangenomen.

## Aangesloten landen
De volgende landen zijn aangesloten:
- Antigua en Barbuda
- Bahama's
- Barbados
- Belize
- Dominica
- Grenada
- Guyana
- Haïti
- Jamaica
- Montserrat
- Saint Kitts en Nevis
- Saint Lucia
- Saint Vincent en de Grenadines
- Suriname
- Trinidad en Tobago